# Muhammad as-Senussi
Muhammad al-Rida bin Sayyid Hasan ar-Rida al-Mahdi as-Senussi, född 20 oktober 1962 i Tripoli i Libyen, är son till kronprinsen Hasan as-Senussi och kronprinsessan Fawzia bint Tahir Bakeer. Vid tidpunkten för Muhammad as-Senussis födelse var kung Idris I av Libyen landets monark, men kung Idris saknade egna barn och tronen skulle därför ärvas av kungens brorson Hasan as-Senussi, det vill säga Muhammad as-Senussis far. 
Idris I avsattes den 1 september 1969 genom revolutionen som leddes av Muammar al-Gaddafi, varefter monarkin avskaffades i Libyen. Efter att monarkin avskaffats bodde Muhammad as-Senussi och hans föräldrar kvar i Libyen, under flera perioder fängslade eller i husarrest, och tilläts först år 1988 att lämna Libyen då familjen flyttade till Storbritannien.
När kronprins Hasan as-Senussi avled den 28 april 1992 blev Muhammad as-Senussi Libyens tronarvinge. Det har diskuterats att återinställa monarkin i Libyen vilket skulle leda till det att as-Senussi blir kungen.
År 2014 meddelade Libyens myndigheter att as-Senussis medborgarskap har återställts. Samma år publicerade han en video där han önskade folk i Libyen att jobba mot enigheten.